# کوه‌نگین گلوسبز
کوه‌نگین گلوسبز (نام علمی: Lampornis viridipalens) گونه‌ای مرغ مگس در تبار کوه‌نگین‌تباران (Lampornithini) از زیرتیرهٔ مگس‌مرغیان (Trochilinae) است که در السالوادور، گواتمالا، هندوراس و مکزیک یافت می‌شود.